# František Dittrich
František Dittrich (ur. 19 lutego 1801 w Podskalí, zm. 21 października 1875 w Pradze) – czeski przedsiębiorca i polityk, burmistrz Pragi w latach 1870–1873.

## Życiorys
Urodził się w zamożnej rodzinie ziemiańskiej z Podskalí (obecnie część Pragi). W wieku trzech lat stracił matkę, a w 1810 zmarł jego ojciec. Z powodu kryzysu ekonomicznego w 1811 stracił cały majątek po rodzicach, a jego nowy opiekun zmuszał go do ciężkiej pracy w warsztacie stolarskim. Młodość spędził pracując jako flisak, wieczorami jednak potajemnie uczył się z zakupionych specjalnie podręczników, jednak gdy jego opiekun dowiedział się o tym, że ten się uczy, spalił wszystkie książki w piecu.
W 1826 założył własny sklep drzewny, a następnie również karczmę. W 1831 został członkiem założycielem Macierzy Czeskiej. W 1839, po ślubie z córką zamożnego handlarza drewnem, zakupił tzw. ratusz Podskalská, który następnie przebudował na dom mieszkalny. Podczas powodzi w Pradze w 1845 i w 1862 wykazał się odwagą i wykorzystując swoje doświadczenie z lat pracy jako flisak, osobiście uratował przed utonięciem wielu mieszkańców miasta.  W 1865 założył przedsiębiorstwo Pražská paroplavební společnost, zajmujące się organizowaniem żeglugi na Wełtawie. Był również znanym działaczem charytatywnym. 
Od 1848 zasiadał w radzie miejskiej Pragi, a podczas Wiosny Ludów zasiadał w Komitecie św. Wacława i Komitecie Narodowym, był także członkiem czeskiej delegacji do cesarza Ferdynanda I. Od 1863 roku pełnił funkcję zastępcy burmistrza Václava Bělskýego. W 1865 został przewodniczącym komitetu budowy Teatru Narodowego w Pradze. W 1870 roku został wybrany burmistrzem Pragi. Podczas jego kadencji otwarto w Pradze Giełdę Papierów Wartościowych i dworzec Praha hlavní nádraží. 5 marca 1871 roku w ratuszu staromiejskim udzielił pierwszego w Pradze ślubu cywilnego. Jego kadencja skończyła się w 1873, z powodu podeszłego wieku i pogorszenia zdrowia wycofał się następnie z działalności publicznej.
Jest patronem ulicy w Pradze.